# Saigon (Rapper)
Saigon (* 1. Juni 1978 in Brooklyn, New York; bürgerlich Brian Daniel Carenard), auch bekannt als The Yardfather, Saigiddy und 96-A-0549, ist ein US-amerikanischer Rapper.

## Biografie
Saigon verbrachte seine Jugendzeit teilweise bei Verwandten in Brooklyn, New Jersey und Virginia. Bereits im Alter von 11 Jahren begann er, Marihuana im Viertel zu verkaufen. Mit 13 Jahren stieg er in eine Straßengang ein. Mit 15 Jahren wurde Saigon wegen schwerwiegender Delikte, unter anderem wegen Körperverletzung mit einer Schusswaffe, zu einer Gefängnisstrafe verurteilt. Während seiner Haft im Gefängnis las er ein Buch über den Vietnamkrieg von Wallace Terry, das ihn inspirierte und ihn zu seinem Künstlernamen Saigon führte.
Saigon steht bei dem Musiklabel Fort Knocks Entertainment seines Entdeckers Just Blaze unter Vertrag.
2005 hatte Saigon einige kurze Auftritte als er selbst in der zweiten und dritten Staffel der TV-Serie Entourage.
Saigon wurde in der Nacht zum 17. Januar 2006 in New York überfallen und verletzt. Am 18. September 2007 kam er in New York in eine Schlägerei mit Prodigy von Mobb Deep.
Im November 2007 gab Saigon bekannt, seine Karriere zu beenden, revidierte diese Entscheidung jedoch kurze Zeit später im Blog seiner MySpace-Seite. Zusammen mit Statik Selektah veröffentlichte er im März 2009 das nur digital erhältliche Album All in a Day's Work, das angeblich innerhalb eines Tages aufgenommen wurde. Am 15. Februar 2011 veröffentlichte er sein Album „The Greatest Story Never Told“, das Platz 7 in den Rap-Album-Charts und Platz 61 in den offiziellen Verkaufscharts in den USA erreichte.

## Diskografie
- 2003: Da Yard Father 1 - The Best of Saigon (Mixtape)
- 2003: Da Yard Father 2 - On the Go Back (Mixtape)
- 2004: Warning Shots (Mixtape)
- 2005: The Abandoned Tracks Volume 1 (Freedownloadmixtape)
- 2005: The Abandoned Tracks Volume 2 (Freedownloadmixtape)
- 2005: Abandoned Nation (Mixtape)
- 2006: Welcome to Saigon (Mixtape mit DJ Drama)
- 2006: The Return of the Yardfather (Mixtape mit Clinton Sparks und DJ Kay Slay)
- 2006: Belly of the Beast (The Scram Jones Files) (Mixtape)
- 2007: The Moral of the Story
- 2009: Warning Shots 2
- 2009: All in a Day's Work (mit Statik Selektah)
- 2011: The Greatest Story Never Told (Album)
- 2012: Warning Shots 3 (Album)
- 2014: Gsnt 3: The Troubled Times Of Brian Carenard

## Filmografie
- 2005–2006: Entourage
- 2006: Rap Sheet: Hip-Hop and the drops
- 2006: Bring That Year Back 2006: Laugh Now, Cry Later